# Feldkirchen-Westerham
Feldkirchen-Westerham est une commune de Bavière (Allemagne), située dans l'arrondissement de Rosenheim, dans le district de Haute-Bavière.

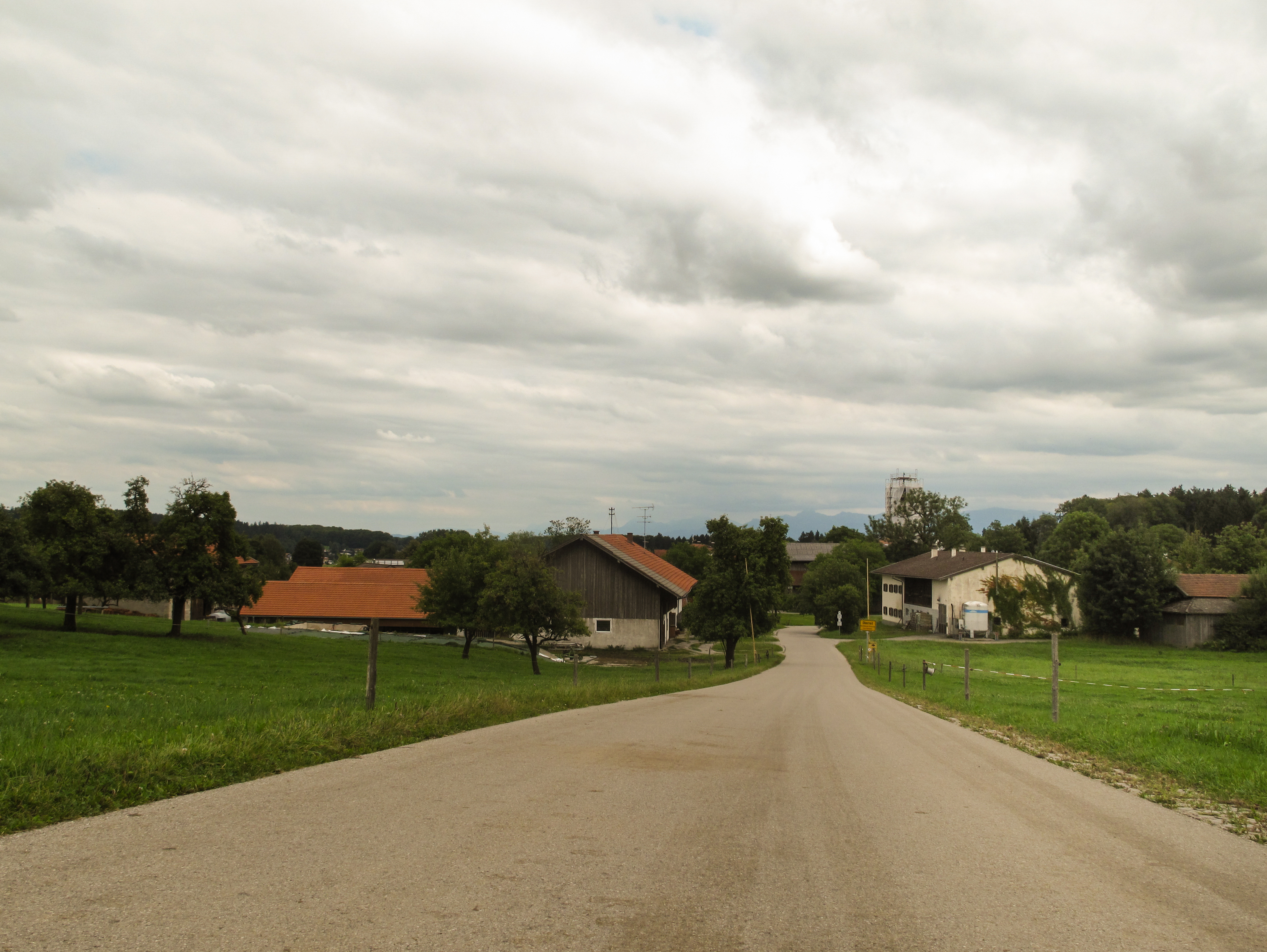
Altenburg, rue en direction du village

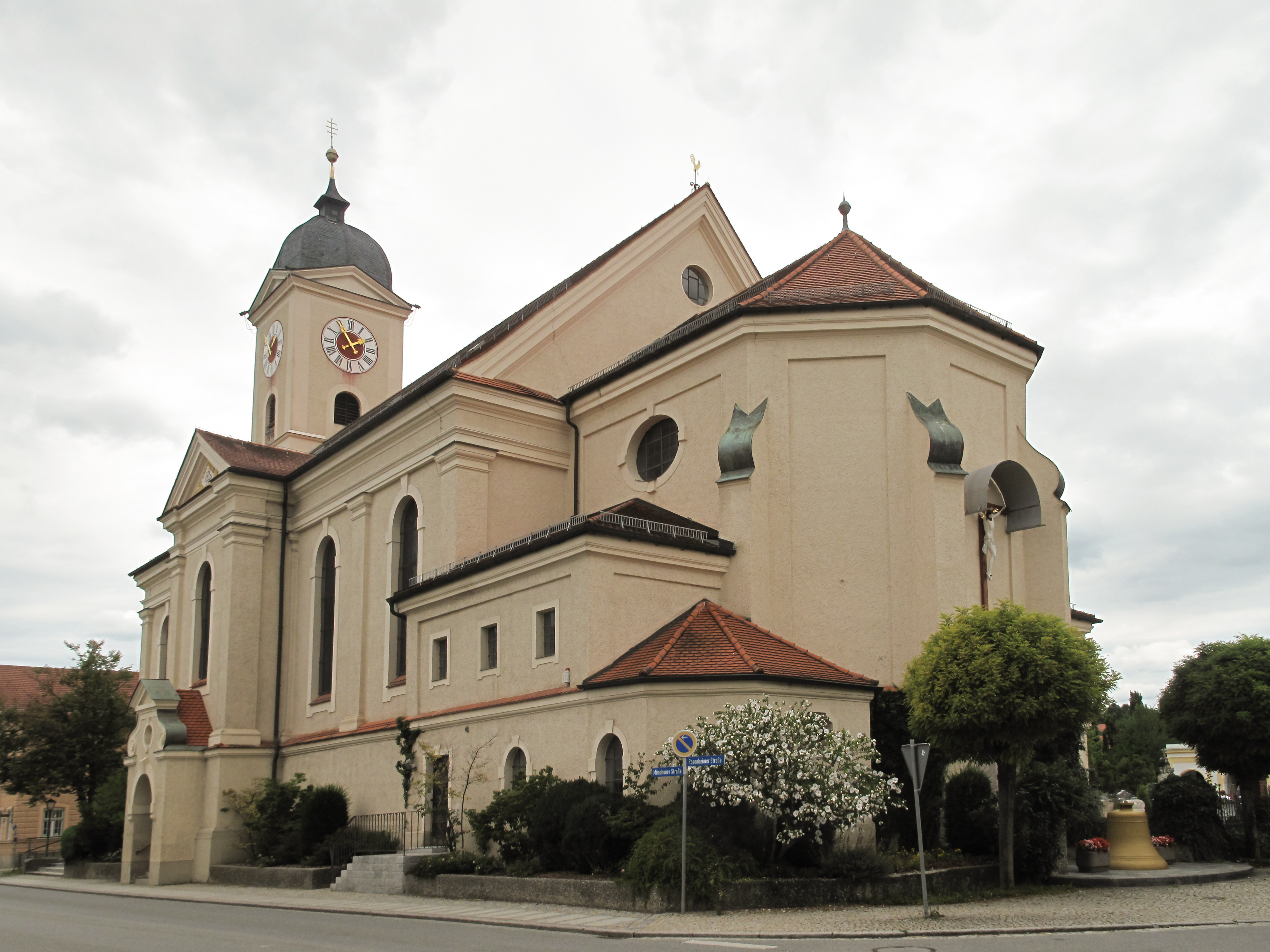
Feldkirchen, église: Pfarrkirche Sankt Laurentius